# Estación Virreyes
Virreyes es una estación ferroviaria ubicada en la localidad homónima, en el Partido de San Fernando, Provincia de Buenos Aires, Argentina.

## Servicios
Es una estación intermedia del servicio eléctrico metropolitano de la Línea Mitre que se presta entre las estaciones Retiro y Tigre.

## Historia
La estación fue inaugurada el 15 de abril de 1938 en carácter de apeadero por la compañía Ferrocarril Central Argentino.